# Meconopsis simplicifolia
Meconopsis simplicifolia är en vallmoväxtart som först beskrevs av David Don, och fick sitt nu gällande namn av Wilhelm Gerhard Walpers. Meconopsis simplicifolia ingår i släktet bergvallmor, och familjen vallmoväxter. Inga underarter finns listade i Catalogue of Life.

## Bildgalleri

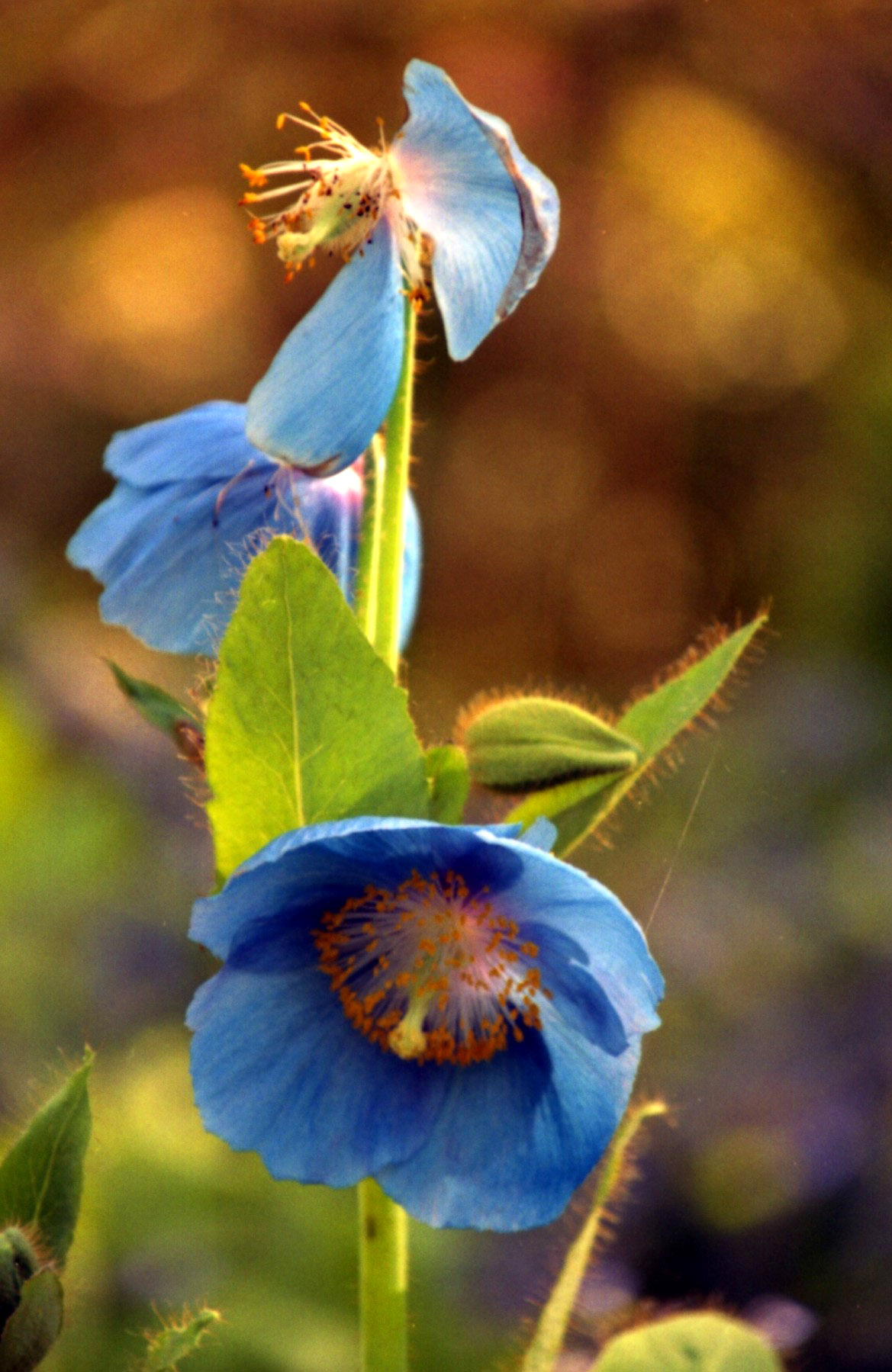
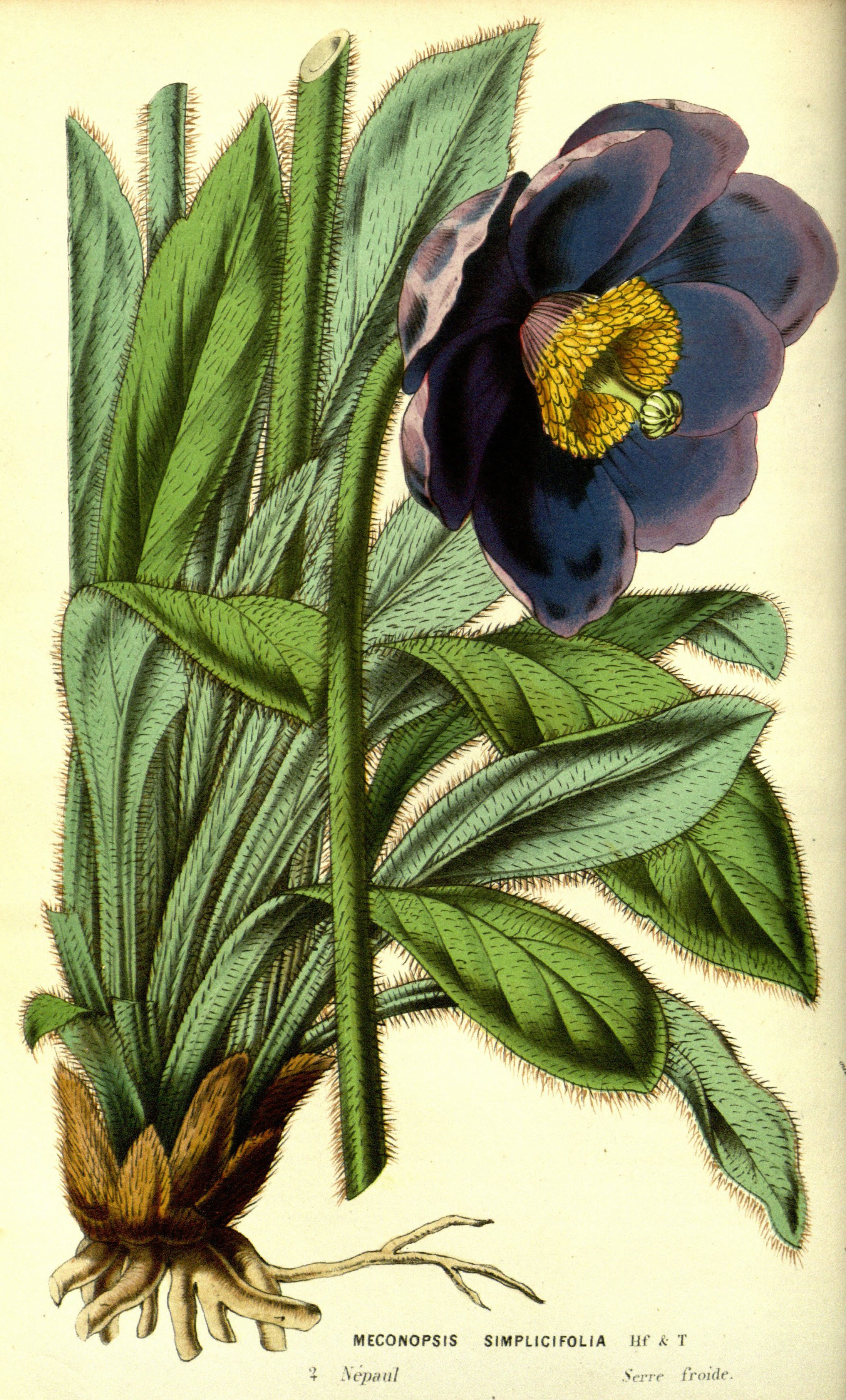